# Ensitellops
Ensitellops is een geslacht van tweekleppigen uit de familie van de Basterotiidae.

## Soorten
- Ensitellops hertleini W. K. Emerson & Puffer, 1957
- Ensitellops protextus (Conrad, 1841)
- Ensitellops tabula Olsson & Harbison, 1953

## Voormalige soorten
- Ensitellops pacifica Olsson, 1961 -> Ensitellops hertleini W. K. Emerson & Puffer, 1957
- Ensitellops pilsbryi (Dall, 1899) -> Fabella pilsbryi (Dall, 1899)